# Ясеновац (община)

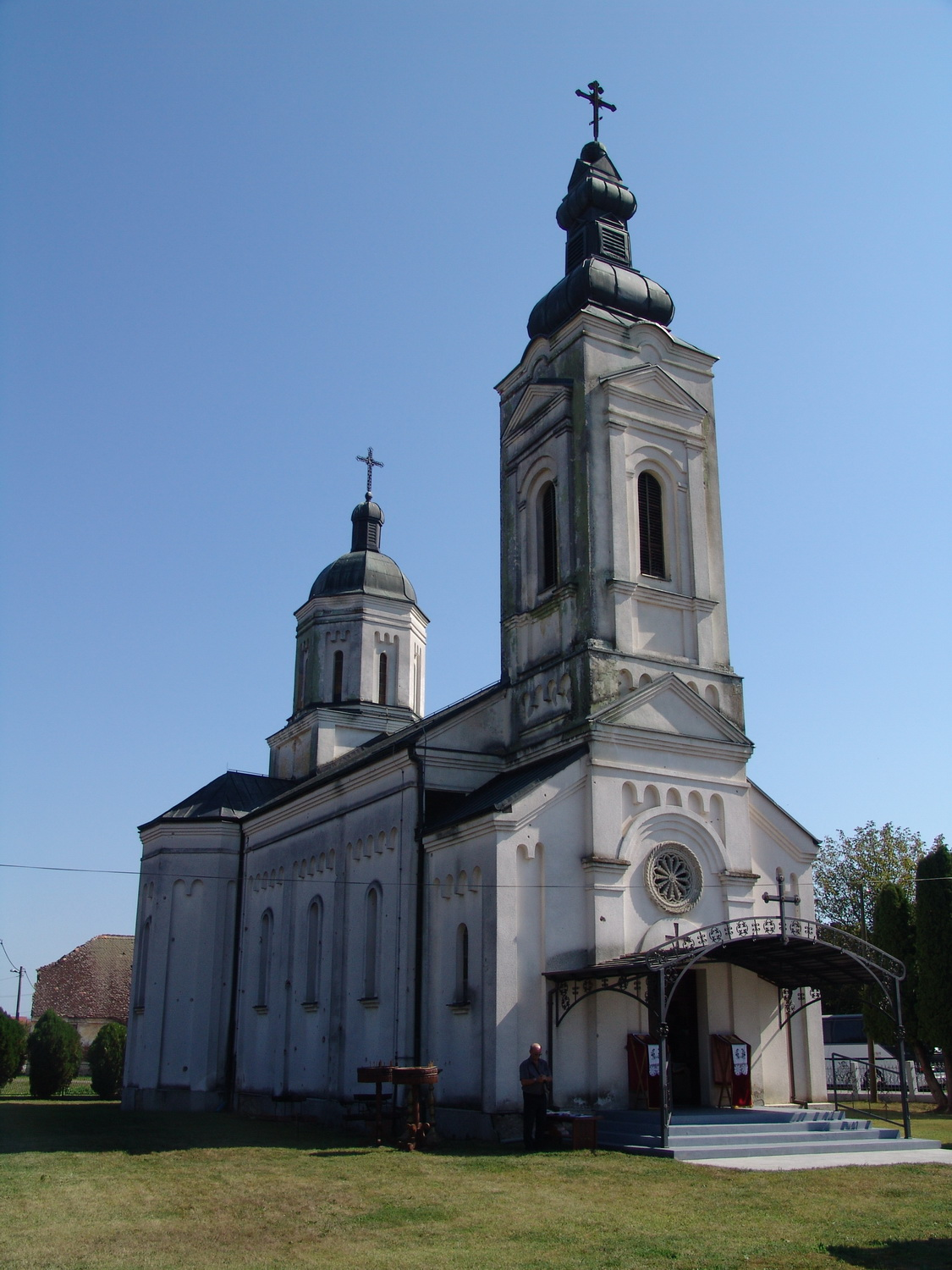
Православная церковь и монастырь в г. Ясеновац. Резиденция Славонской епархии СПЦ

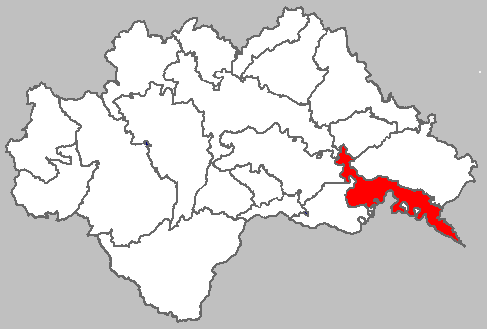
Расположение общины Ясеновац в пределах Сисацко-Мославинской жупании

Ясе́новац (хорв. Jasenovac) — город и община на крайнем юго-востоке Сисацко-Мославинской жупании, в западной Славонии (Хорватия).
Расположено в месте впадения реки Уна в Саву. Окружено реками Требеж и Струга.
В состав общины входит 10 сëл. Общая площадь — 168,5 км².

## Демография
В 2001 г. муниципалитет Ясеновац насчитывал 2391 жителя, 91 % из которых (2179 чел.) составляли хорваты, а 5,90 % (141) были сербами. До 1992 года общая численность населения составляла 3599 человек, доля хорватов была 2419 (67,21 %), сербского меньшинства — 911 жителей (25,31 %).

## История

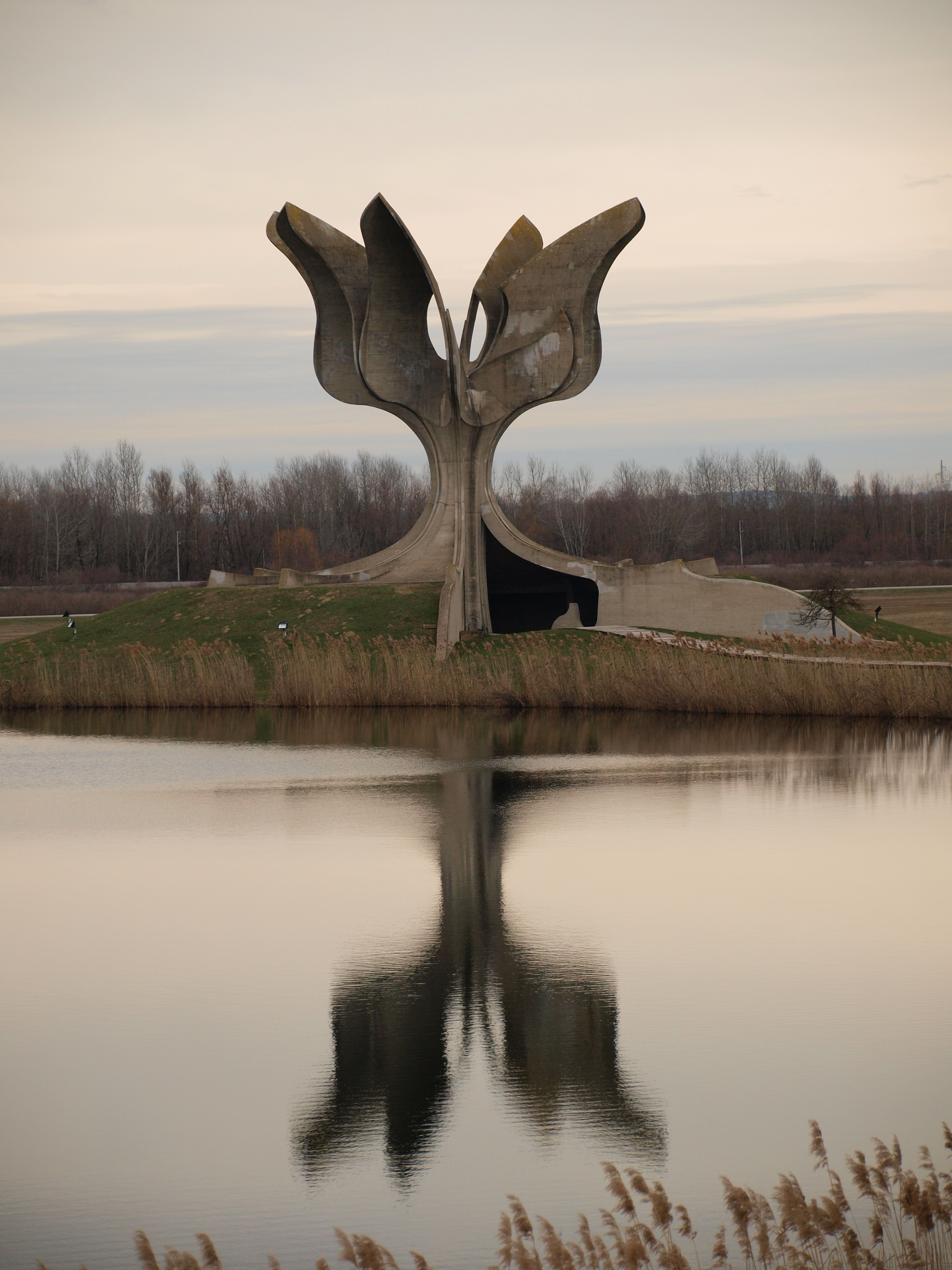
Мемориал на месте лагеря смерти Ясеновац

Во время Второй мировой войны село стало местом печально известного концентрационного лагеря, который составлял основу комплекса концлагерей усташей в рамках осуществляемой ими политики Холокоста. По разным оценкам в лагере погибло от 56 до 97 тысячах человек.
В 1991 году сербские войска уничтожили ясеновацкий мост через р. Саву, связывавший село с Боснией и Герцеговиной. В ходе военной операции «Молния» по восстановлению контроля над западной Славонией 1 мая 1995 года Ясеновац был взят силами войск Хорватии.
В 2005 года за счет финансирования Хорватией и Европейской комиссии был построен новый мост. До настоящего времени в районе села продолжаются операции по его разминированию.

## Культура
Ясеновац имеет библиотеку, в фондах которой более 10 000 единиц книг. День освобождения Ясеноваца в ходе военной операции «Молния» 1 мая 1995 отмечается здесь как местный праздник.
Ясеновац находится на территории природного парка Лоньско поле, крупнейшей природоохранной зоны водно-болотных угодий в Хорватии.

## Спорт
На территории общины находится футбольный клуб «NK Jasenovac», основанный в 1919 году.